# Fossat

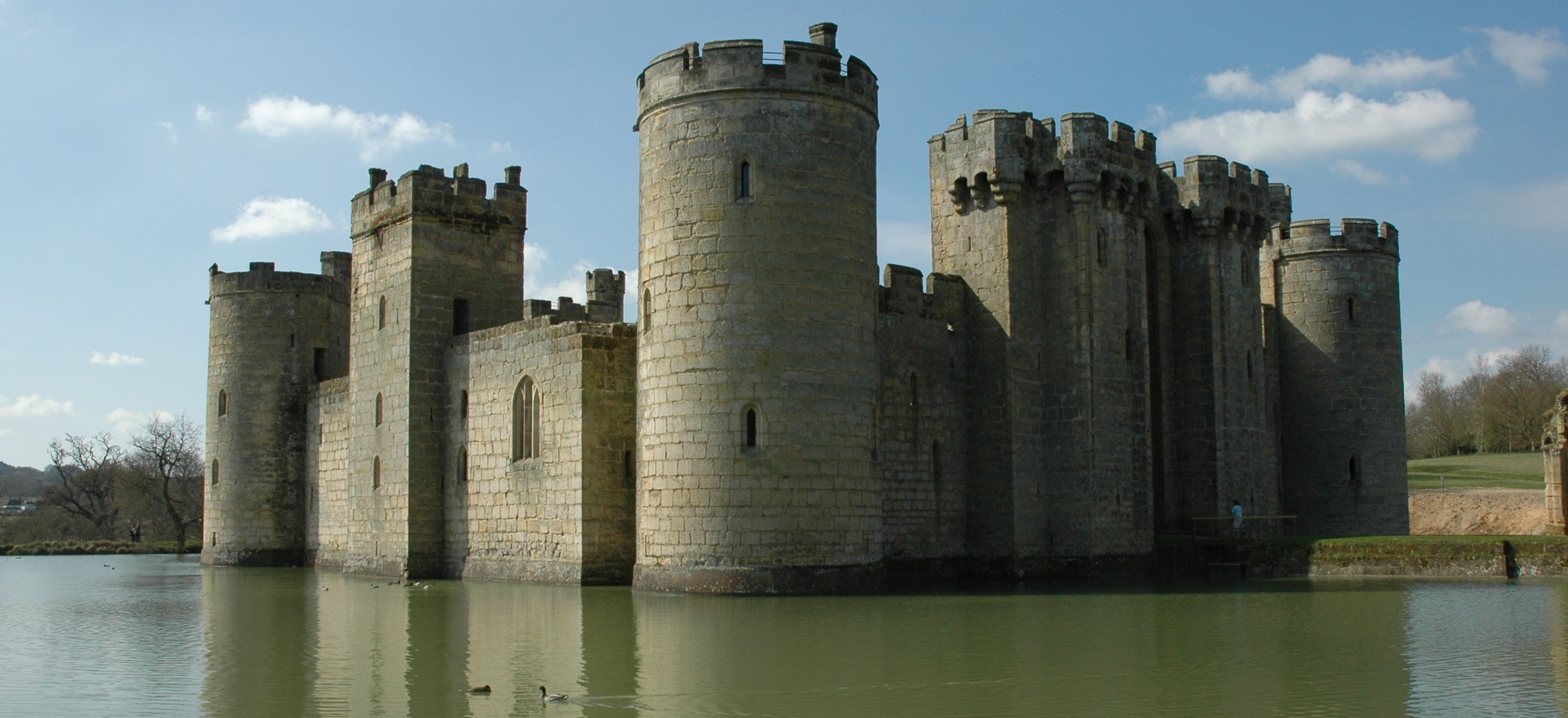
Fossat del castell de Bodiam

Els fossats, també anomenats valls o dogues, són trinxeres o canals excavats al voltant dels castells, palaus o ciutats fortificades, que podien omplir-se d'aigua, amb l'objectiu d'impedir que els possibles atacants poguessin aproximar-se als murs. En molts castells medievals de Catalunya, el País Valencià i les Illes Balears hi havia valls, que eren simplement rases profundes excavades a la roca o a la terra. En català, a l'edat mitjana, aquest nom vall fou gairebé l'únic emprat; encara el trobem fossilitzat en noms de llocs, de carrers o de places. En època medieval també hi podia haver un vall fora les muralles de les ciutats i viles.

## Usos històrics

Planta i perfil d'una típica fortificació moderna amb glacis (7), camí cobert (8), contraescarpa (9), fossat (10) i escarpa (12)

Els fossats eren trinxeres amples i profundes, moltes vegades plenes d'aigua, cavades de manera que formessin un obstacle contra els atacs a les muralles i altres fortificacions. L'ús dels artefactes de setge, com les torres de setge, els ariets, que necessiten ser a prop de les muralles per a ser eficaços, era difícil i fins i tot impossible per a fortificacions envoltades de fossats. Un altre avantatge, l'aigua dels fossats permetia contrarestar les temptatives de cavar galeries sota les fortificacions.
Per omplir els fossats es desviaven les aigües d'un corrent d'aigua, d'un estany o d'un llac proper. Necessitaven un manteniment constant, per netejar els fons i desfer-los de les branques o restes que haurien facilitat superar-lo. L'accés dins del recinte es feia inicialment a través de ponts lleugers o desmuntables, i podien ser sacrificats en cas d'invasió, i més tard per ponts mòbils, com els ponts llevadissos. Els fossats, de vegades, tenien llargues punxes de fusta, per impedir als enemics nedar-hi. La pràctica d'omplir-los amb caimans, cocodrils, taurons o altres animals perillosos és gairebé un mite.
A les zones muntanyoses o escarpades, eren reemplaçats per fossats secs. Fins en fortificacions grans s'hi feien fossats secs per a permetre sortides dels defensors durant els setges

### Europa
En les condicions violentes dels segles xiv i xv a Alemanya, Anglaterra, etc., un fossat al voltant d'una casa senyorial podria dissuadir intrusos completament. Les fortaleses amb fossat són també evidents a Ferrara, a Rocca Sanvitale, a Fontanelleta, a Rocca Scaglieri, a Sirmione, a les costes del llac de Garda.

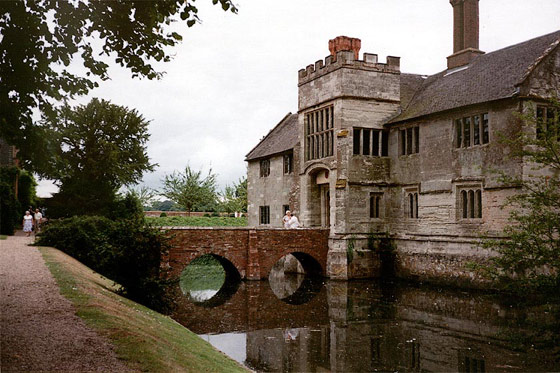
El casal de Baddesley Clinton i els seus fossats, a Warwickshire, Anglaterra

Després del Renaixement, els fossats tenen continuïtat en ser utilitzats per a un objectiu estètic, com el castell de Chambord o el de Vaux-le-Vicomte.
A Anglaterra als segles xiv i xv, mentre que la construcció de muralles era sotmesa a l'autorització del rei, els fossats podien ser utilitzades lliurement per a la protecció d'un casal.

### Àfrica
Els murs de Benín eren una combinació de muralles i fossats, anomenats Iya, utilitzats com a defensa de la capital ciutat de Benín en l'actual estat d'Edo de Nigèria. Va ser considerada l'estructura més gran feta per l'home al llarg, només superada per la Gran Muralla Xina i el moviment de terra més gran del món. El treball recent de Patrick Darling ho ha establert com l'estructura més gran feta per l'home al món, més gran que Eredo de Sungbo, també a Nigèria. Va cercar 6.500 km2 de terres comunitàries. La seva extensió superava els 16.000 km de límits terrestres. Es va estimar que la primera construcció va començar en 800 i va continuar fins a intervinguts del segle xv.
Els murs estan construïts amb una estructura de rasa i dic, la rasa es va excavar per formar un fossat interior amb la terra excavada utilitzada per formar la muralla exterior.
Els murs de Benín van ser devastats pels britànics el 1897. Queden trossos dispersos dels murs a Edo, i els vilatans utilitzen el material per a la construcció. Se segueixen enderrocant els murs per a desenvolupaments immobiliaris.
Les muralles de la ciutat de Benín van ser l'estructura construïda per l'home més gran del món. Fred Pearce va escriure a New Scientist:
"S'estenen per uns 16.000 quilòmetres en total, en un mosaic de més de 500 límits d'assentaments interconnectats. Cobreixen 6.500 quilòmetres quadrats i tots van ser excavats pel poble Edo. En total, són quatre vegades més llargs que la Gran Muralla Xinesa, i van consumir cent vegades més material que la Gran Piràmide de Keops. S'estima que es van necessitar 150 milions d'hores d'excavació per construir-hi, i és potser el fenomen arqueològic individual més gran del planeta".

### Àsia

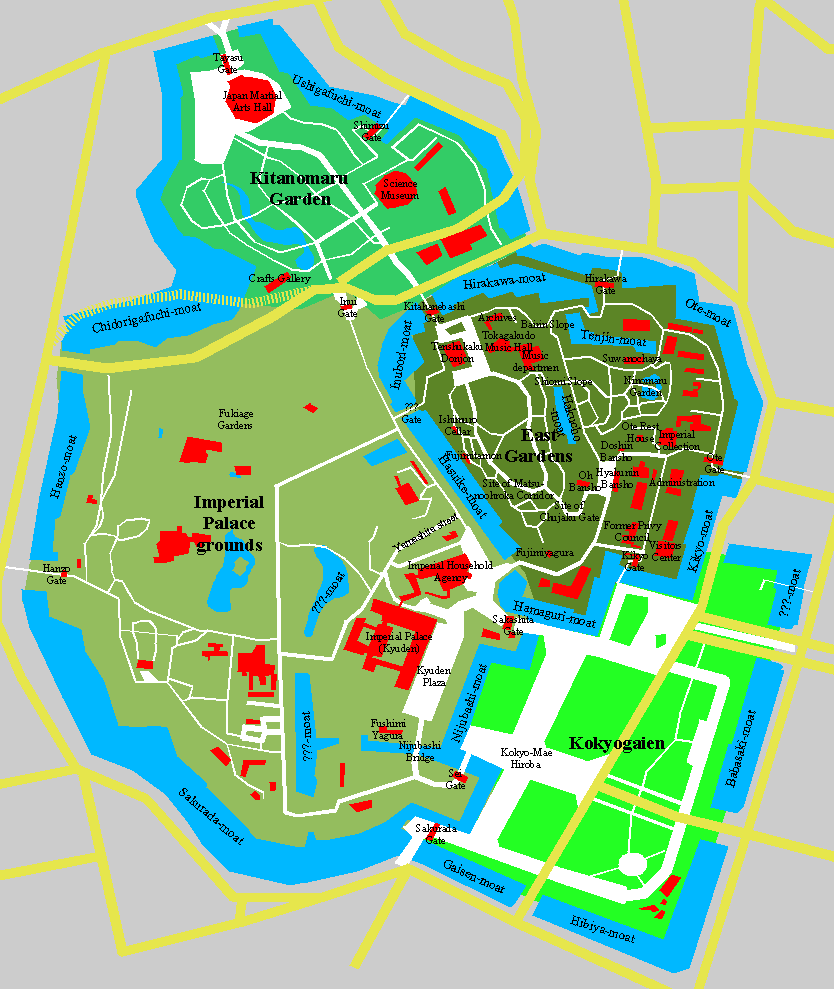
Plànol del palau Imperial de Tòquio

Els castells del Japó podien tenir fossats molt elaborats. Alguns eren constituïts per diversos fossats concèntrics, circulars o segons altres figures. Els fossats interiors protegien de manera única el castell, mentre que els fossats exteriors englobaven sovint els edificis annexos.
Com els castells japonesos eren històricament el cor de les seves ciutats, els fossats han tingut un paper important com a via navegable en el paisatge urbà. Encara avui dia, el sistema de fossats del Palau Imperial de Tòquio alberga les activitats de lloguer de barques, de pesca, restaurants…
La majoria dels castells japonesos moderns tenen fossats plens d'aigua, però els castells del període feudal tenien més comunament "fossats secs". karabori (空堀 [からぼり], lit. ‘fossat buit’), una trinxera. Un tatebori (竪堀 [たてぼり], lit. ‘fossat vertical’) és un fossat sec excavat en un pendent. Un unejo tatebori (畝状竪堀, lit. ‘fossat buit de forma solcada’) és una sèrie de trinxeres paral·leles que pugen pels vessants de la muntanya excavada, i el mur de terra, també anomenat doi (土居 [どい], lit. ‘muntatge a terra’), era una paret exterior feta de terra excavada en una fossa. Fins i tot avui dia és comú que els castells japonesos de muntanya tinguin fosses seques. Un mizubori (水堀 [みずぼり], lit. ‘fossat d'aigua’) és un fossat ple d'aigua.
La Ciutat Prohibida, a Pequín, és envoltada de grans fossats, d'una amplada de 52 metres i profunditat de 6 metres, assegurant un vast espai lliure al voltant dels murs.
Altres exemples il·lustren el mateix ús al Sud-est asiàtic, com a Chiang Mai a Tailàndia o a Angkor Vat a Cambodja.

### Amèrica
Els amerindis de la civilització del Mississipi utilitzaven els fossats com a defenses exteriors dels seus pobles fortificats. Els vestigis d'un fossat del segle xvi són encara visibles al Parc Arqueològic Estatal de Parkin, a l'estat d'Arkansas (Parkin Arqueological State Park) a l'est d'aquest estat dels EUA.
El poble maia també usava fossats, per exemple a la ciutat de Becan.
Els colons europeus a les Amèriques sovint construïen rases seques al voltant dels forts construïts per protegir punts de referència, ports o ciutats importants (per exemple, Fort Jay a Governors Island al Port de Nova York).

## Usos moderns
L'ús de fossats pot semblar caduc enfront de l'artilleria i de l'aviació actual. Per contra, són sempre utilitzats en alguns casos particulars:
- si és prou ample i profund, constitueix un obstacle eficaç contra vehicles lleugers.
- a conseqüència dels atemptats de l'11 de setembre de 2001, es considera la construcció de fossats al voltant de centrals nuclears per a protegir-les d'atacs terroristes.

Com a ús civil, els fossats permeten el confinament d'animals en els zoos, i per mantenir un espai entre els animals salvatges i el públic.

### Ús arquitectònic

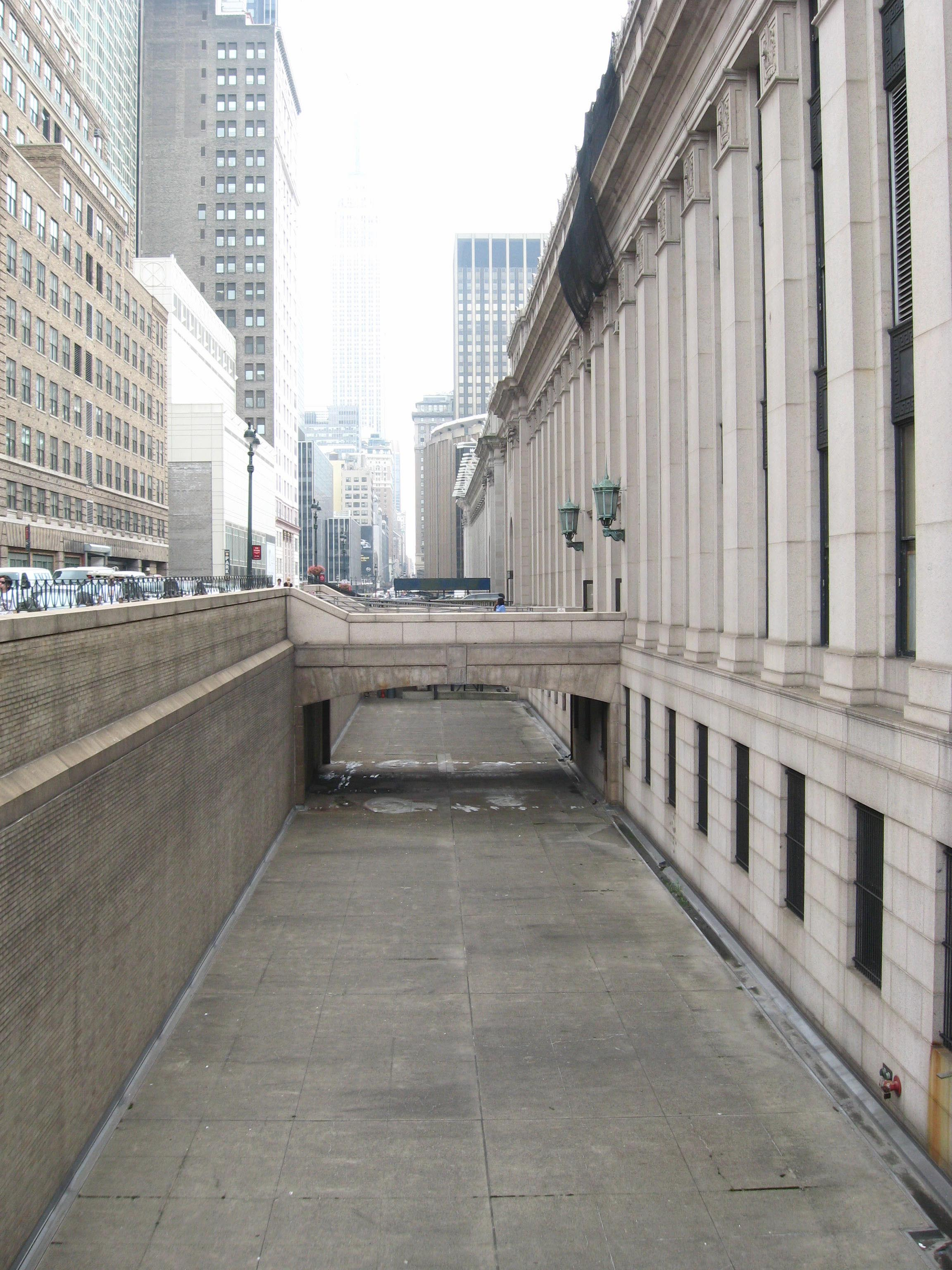
Fossat sec a l'oficina de correus de James Farley a la ciutat de Nova York.

Els fossats secs van ser un element clau utilitzat en els habitatges francesos en el classicisme i en arquitectura Beaux-Arts, tant com a dissenys decoratius com per proporcionar un accés discret per al servei. Es poden trobar excel·lents exemples d'aquests a Newport, Rhode Island a Miramar i The Elms, així com a Carolands, fora de San Francisco, Califòrnia, i a Union Station a Toronto, Ontario, Canadà. A més, un fossat sec pot permetre que la llum i l'aire fresc arribin als espais de treball del soterrani, com per exemple a l'Oficina de correus de James Farley a Nova York.

### Fossats antiterroristes
Si bé els fossats ja no són una eina important de guerra, el disseny d'edificis arquitectònics moderns continua usant-los com a defensa contra certes amenaces modernes, com els atacs terroristes de cotxe bomba i vehicle de combat improvisat. Per exemple, la nova ubicació de l'Ambaixada dels Estats Units a Londres, inaugurada el 2018, inclou un fossat entre les seves característiques de seguretat, el primer fossat construït a Anglaterra des de feia més d´un segle. Los fosos modernos también se pueden utilizar con fines estéticos o ergonómicos.
La Planta nuclear de Catawba té un fossat de formigó al voltant de part de la planta. (Altres costats de la planta voregen un llac). El fossat és part de les precaucions agregades a aquests llocs després dels atacs de l'11 de setembre de 2001.

### Fossats de seguretat
Fosos, en lloc de tanques, separen els animals dels espectadors en moltes instal·lacions modernes dels zoològics. Es van utilitzar fossats per primera vegada d'aquesta manera per Carl Hagenbeck al seu Tierpark a Hamburg, Alemanya.

### Fossats de defensa fronterera
En 2004 es van suggerir plans per a un fossat de 3 km a través de la frontera sud de la Franja de Gaza per evitar la construcció de túnels des del territori egipci fins a la ciutat fronterera de Rafah.
En 2008, els treballadors de la ciutat de Yuma, Arizona, EUA, van planejar excavar un tram de dues milles d'un aiguamoll de 180 hectàrees (440 acres) conegut com a Hunters Hole per controlar els immigrants que vénen de Mèxic.

### Fossats de control de plagues
Els investigadors d'aranyes saltarines Salticidae, que tenen una excel·lent visió i tàctiques adaptables, van construir fossats en miniatura plens d'aigua, massa amples perquè les aranyes saltessin. Alguns espècimens van ser recompensats per saltar i altres només per nedar. L'espècie d'aranya saltarina Portia fimbriata de Queensland generalment va tenir èxit, per la qual cosa va ser recompensada per qualsevol dels dos mètodes que hagués fet servir. Quan els espècimens de dues poblacions diferents de l'espècie d'aranya saltarina Portia labiata es van establir la mateixa tasca, els membres d'una població van determinar quin mètode els va valer una recompensa, mentre que els membres de l'altre van continuar usant el mètode que van provar primer i no van tractar adaptar-se.
Es pot utilitzar un fossat per restringir l'accés d'insectes que s'acosten al bonsai per terra, com un mètode simple de control de plagues.

## Galeria de fotos

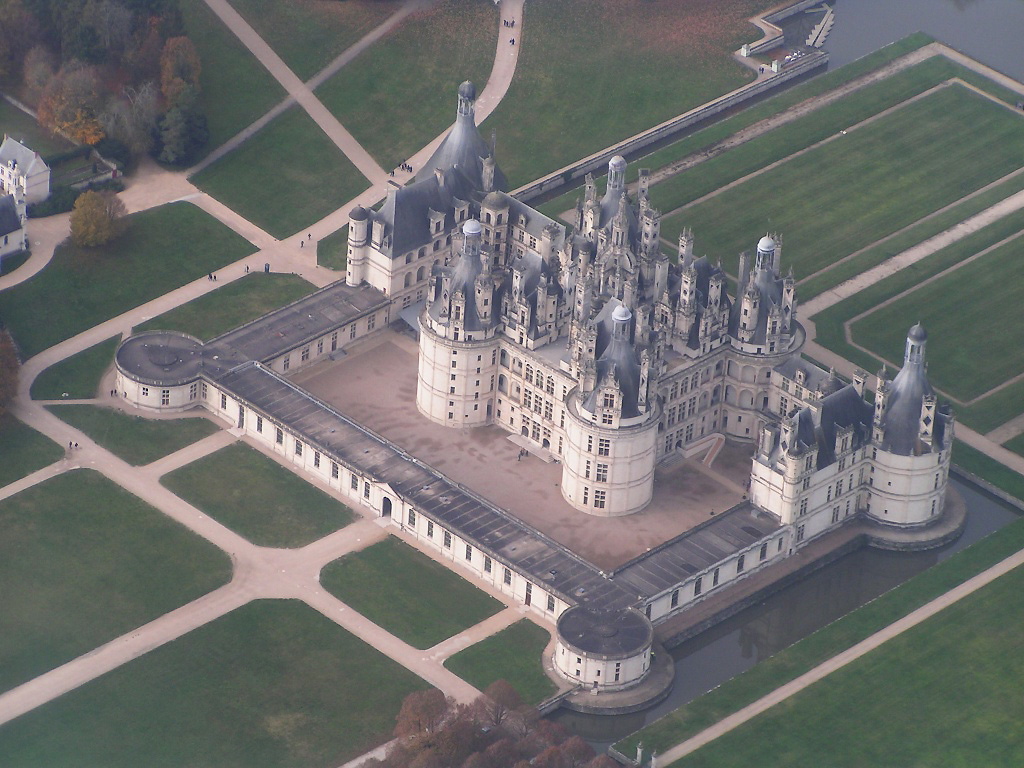
El castell de Chambord està envoltat d'aigua
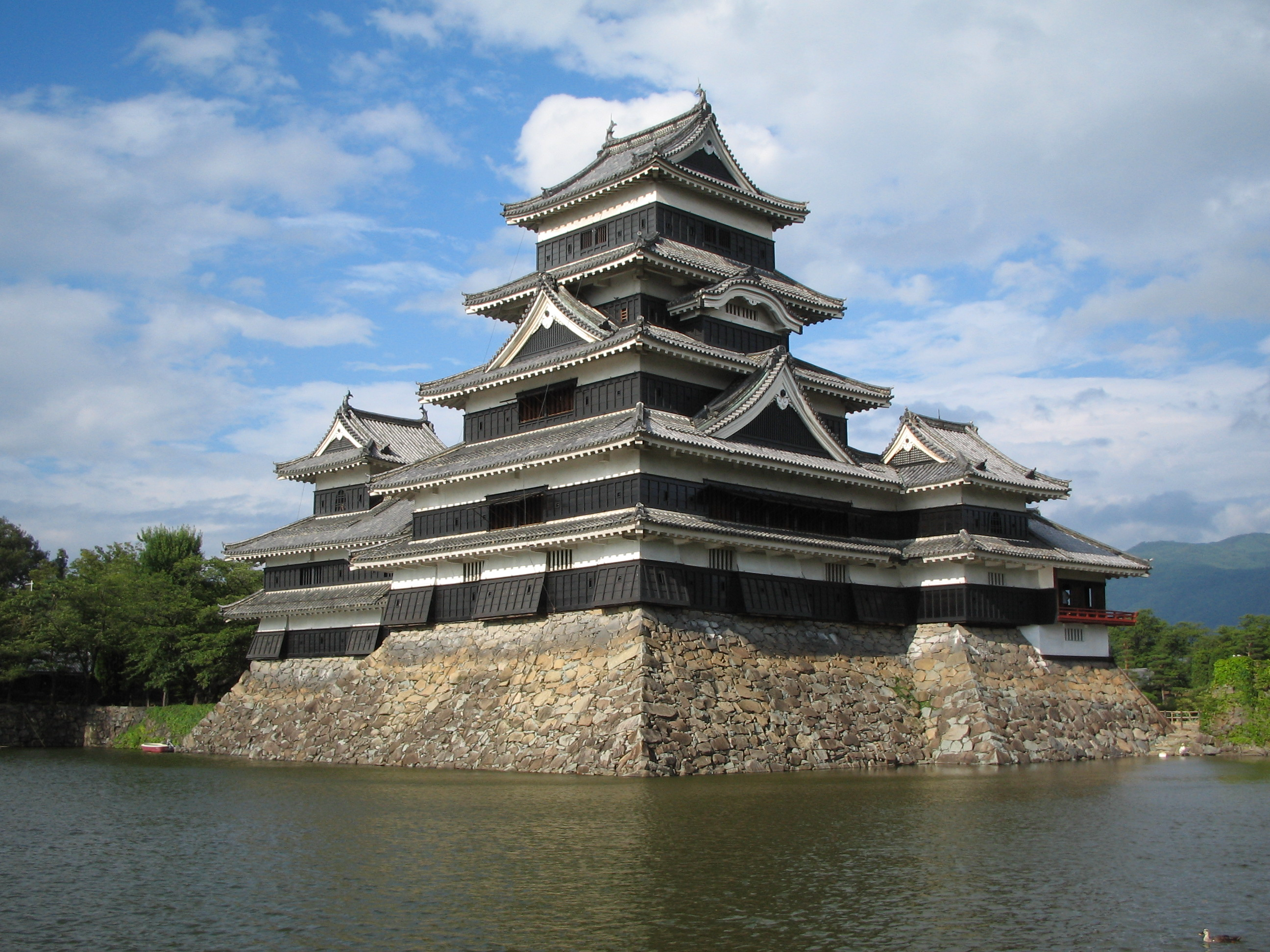
El castell de Matsumoto, al Japó
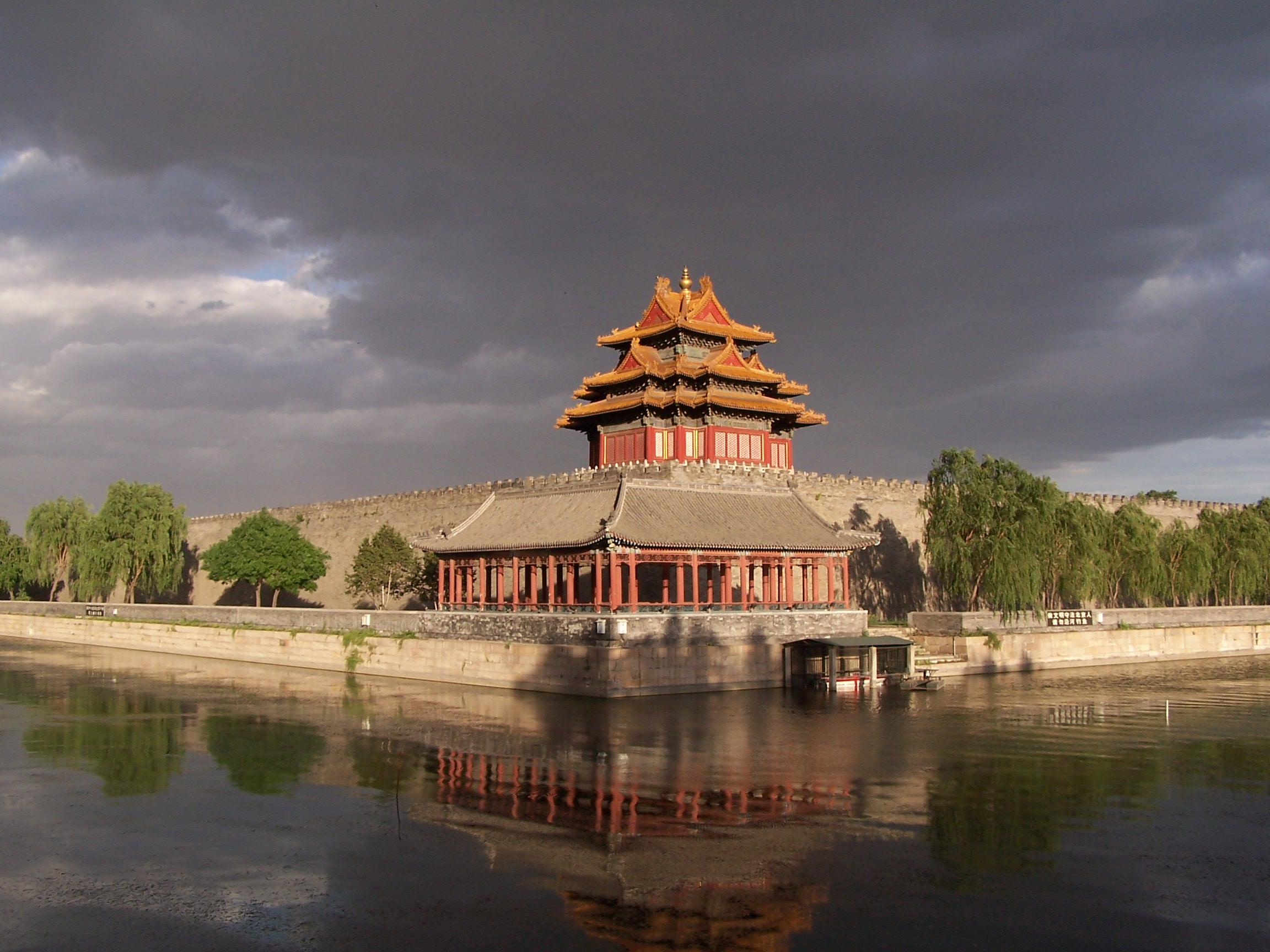
La Ciutat Prohibida de Pequín
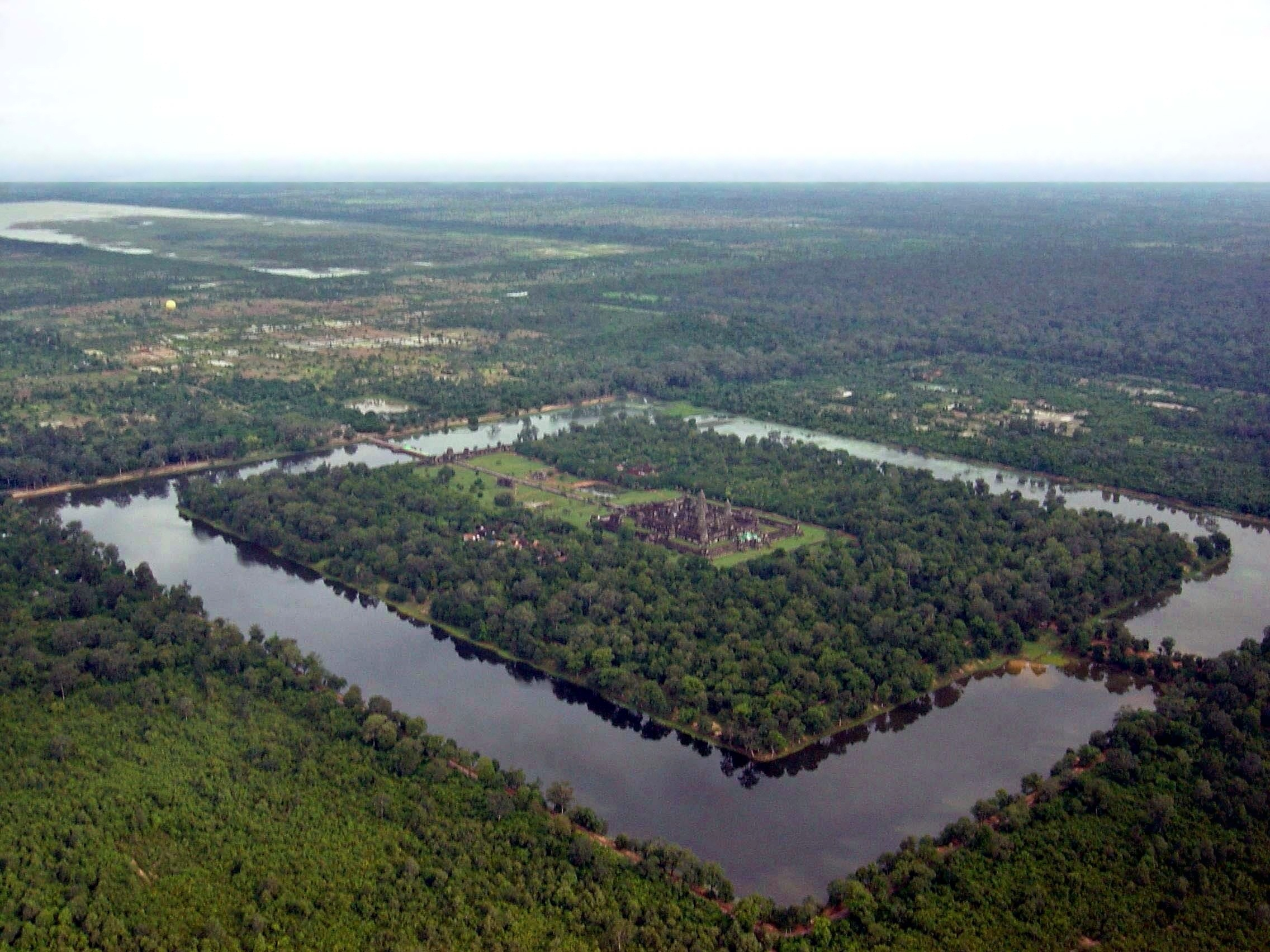
Angkor Vat, a Cambodja